# Episodi di Squadra Speciale Cobra 11 (ventiseiesima stagione)
La ventiseiesima stagione della serie televisiva Squadra Speciale Cobra 11  è stata pubblicata sul servizio di streaming a pagamento del canale tedesco RTL denominato RTL+ dal 20 ottobre al 3 novembre 2022. In televisione è andata in onda su RTL dal 10 al 24 gennaio 2023.
Da questa stagione gli episodi sono in formato di film TV e hanno una durata di 90 minuti e non più 45. 
In Italia, la stagione è trasmessa in prima visione assoluta su Rai 2 dal 3 al 17 agosto 2023.
| n° | Titolo originale | Titolo Italiano       | Pubblicazione Germania | Prima Tv Germania | Prima Tv Italia |
| -- | ---------------- | --------------------- | ---------------------- | ----------------- | --------------- |
| 1  | Unversöhnlich    | Operazione Belgio     | 20 ottobre 2022        | 10 gennaio 2023   | 3 agosto 2023   |
| 2  | Machtlos         | La legge della strada | 27 ottobre 2022        | 17 gennaio 2023   | 10 agosto 2023  |
| 3  | Schutzlos        | Indifese              | 3 novembre 2022        | 24 gennaio 2023   | 17 agosto 2023  |